# 楚旺镇
楚旺镇，是中华人民共和国河南省安陽市内黄县下辖的一个乡镇级行政单位。

## 行政区划
楚旺镇下辖以下地区：
西街村、东街村、北街村、南街村、甘庄村、庆丰庄村、王庄村、大南洞村、小南洞村、堤上村、查庄村、郭韩村、毛韩村、王韩村、前尹王村、后尹王村、郭庄村、新沟村、辛庄村、金小屯村、南沟村前街村和南沟村后街村。